# Total 13
Total 13 är ett album av det svenska rockbandet Backyard Babies, utgivet 1998.
Gruppen tilldelades för albumet en Grammis i kategorin årets hårdrock, med motiveringen "för att de genom hårt arbete återuppväckt glädjen i rock 'n' roll och samtidigt fångat in dess explosiva kraft". Albumet blev som bäst 12:a på den svenska albumlistan.

## Låtlista
1. "Made Me Madman" - 2:23
2. "U.F.O. Romeo" - 2:44
3. "Highlights" - 3:47
4. "Get Dead" - 3:05
5. "Look at You" - 2:445
6. "Let's Go to Hell" - 3:14
7. "Spotlight the Sun" - 3:00
8. "8-Balled" - 2:43
9. "Ghetto You" - 3:26
10. "Subculture Hero" - 3:01
11. "Bombed (Out of My Mind)" - 2:56
12. "Hey, I'm Sorry" - 2:58
13. "Robber of Life" - 3:22